# The LEGO Movie 2 - Una nuova avventura
The LEGO Movie 2 - Una nuova avventura (The Lego Movie 2: The Second Part) è un film d'animazione del 2019 diretto da Mike Mitchell.
La pellicola è il sequel di The LEGO Movie (2014) e il quarto film del franchise di The LEGO Movie.

## Trama
Immediatamente dopo gli eventi del primo film, gli alieni Duplo atterrano a Bricksburg. Emmet decide di avvicinarsi pacificamente, costruendo un cuore in LEGO come segno di amicizia, ma quando uno dei Duplo mangia il cuore, Lucy/Wyldstyle e gli altri li attaccano. Questo richiama altre creature Duplo che seminano il panico a Bricksburg, ma Emmet rassicura a Lucy che tutto può essere ancora meraviglioso.
Cinque anni dopo, nel mondo reale, la sorella minore di Finn, Bianca, ha iniziato a portare alcune delle sue creazioni LEGO e Duplo nella cantina per giocare col fratello. Metaforicamente, nell'universo LEGO, gli invasori Duplo hanno trasformato Bricksburg in un deserto post-apocalittico di nome Apocalisseburg che continuano a distruggere periodicamente. Emmet però rimane ottimista e vuole vivere in una casa insieme a Lucy, ma è anche turbato dai sogni profetici di un Armammageddon in arrivo. Il capo dell'esercito Duplo, il Generale Sconquasso, arriva ad Apocalisseburg e proclama che la regina Wello Ke-Wuoglio del Sistema Sorellare vuole sposare il loro capo. Dopo qualche discussione su chi è il leader, Sconquasso rapisce Batman, Lucy, Benny, Barbacciaio e Unikitty. Batman è portato a Wello Ke-Wuoglio dove accetta di sposarla, mentre gli altri sono sottoposti a un lavaggio del cervello al quale solo Lucy resiste.
Nel frattempo, Emmet converte la sua casa in un'astronave per salvare i suoi amici. Attraversato il seminterrato, viene salvato da un campo di asteroidi dall'avventuriero Rex Rischianto. Mentre attraversano il Sistema Sorellare, Emmet inizia ad ammirare e imitare Rex per impressionare Lucy con il suo atteggiamento da duro. I due sfuggono alla cattura delle forze di Wello Ke-Wuoglio e si riuniscono a Lucy. Emmet escogita un piano per salvare i suoi amici, ossia distruggere il tempio dove si celebrerà il matrimonio. Mentre Lucy combatte Sconquasso, apprende che la regina non ha mai voluto essere cattiva nei confronti di Apocalisseburg, ma il matrimonio era semplicemente un modo per mantenere la pace tra i due mondi. Inoltre, scopre che la forma originale della regina è il cuore che Emmet aveva costruito per i Duplo nel suo tentativo di fare pace. Ma Emmet, manipolato da Rex, distrugge il tempio proprio mentre Lucy si rende conto che Rex intende deliberatamente scatenare l'Armammageddon.
Nel mondo reale, l'atto di distruggere il tempio è rappresentato da Finn che distrugge con rabbia le creazioni LEGO di Bianca. Sentendoli litigare, la loro severa madre ordina loro di mettere i loro set LEGO nello sgabuzzino: questo evento è l'Armammageddon. Emmet cerca di fermarli, ma Rex gli rivela di essere una sua versione amareggiata del futuro. Dopo essere stato trascurato per anni sotto la lavatrice, dov'era finito dopo essersi schiantato nel campo degli asteroidi, ha viaggiato indietro nel tempo con l'intenzione di provocare l'Armammageddon come vendetta. Rex spedisce a sua volta Emmet sotto la lavatrice, in modo da garantire la propria esistenza, ma Lucy fugge dallo sgabuzzino e salva Emmet da Rex. Quest'ultimo, vedendo che alla fine Lucy ha salvato Emmet, e quindi il se stesso del passato, si redime proprio come ha fatto Lord Business in passato, ma lui e la sua linea temporale vengono cancellati dall'esistenza.
Wello Ke-Wuoglio e Batman finalmente si sposano, rappresentati da Finn e Bianca che si riconciliavano tra loro accettando di giocare di nuovo insieme. La loro madre restituisce i loro set LEGO e l'universo LEGO si trasforma in un miscuglio di Apocalisseburg e Sistema Sorellare. La casa dei sogni di Emmet viene ricostruita e Lucy rivela di essere stata uno degli artisti originali di È meraviglioso, lasciando Emmet di stucco.

## Personaggi
- Emmet Mattonowski, doppiato da Chris Pratt: è un uomo qualunque, operaio edile, Mastro Costruttore di Bricksburg e il fidanzato di Lucy.[1]
- Lucy / Wyldstyle, doppiata da Elizabeth Banks: Mastro Costruttrice e la fidanzata di Emmet.[1]
- Bruce Wayne / Batman, doppiato da Will Arnett: supereroe della DC Comics e Mastro Costruttore.[1]
- Regina Wello Ke-Wuoglio (Queen Watevra Wa'Nabi), doppiata da Tiffany Haddish: regina aliena mutaforma del Sistema Sorellare che è stata creata da Emmet come un cuore.[2]
- Generale Sconquasso (General Sweet Mayhem), doppiata da Stephanie Beatriz: una mini-doll intergalattica che funge da comandante navale intergalattico e forze dell'ordine delle forze armate del sistema Sorellare. È il braccio destro della regina Wello Ke-Wuoglio.[3]
- Benny, doppiato da Charlie Day: un Mastro Costruttore che è un astronauta degli anni '80 ossessionato dalle astronavi.[4]
- Principessa Unikitty / Ultrakitty, doppiata da Alison Brie: un Mastro Costruttore che è un gatto dalle corna di unicorno. In questo film, invece di diventare rossa quando è arrabbiata, lo è fin dall'inizio. Nel corso degli anni dal primo film, ha sviluppato l'abilità di diventare una versione gigante di se stessa chiamata "Ultrakitty" quando sta per verificarsi un combattimento.[5]
- Barbacciaio (MetalBeard), doppiato da Nick Offerman: un Mastro Costruttore che è un grande pirata robot con una testa mozzata dopo aver perso il suo corpo originale in un precedente incontro con le forze di Lord Business.[2]
- Rex Rischianto (Rex Dangervest), doppiato da Chris Pratt: un autoproclamato "difensore della galassia, archeologo, cowboy e addestratore di raptor". Alla fine si rivela essere il sé futuro pericolosamente nichilista di Emmet.[6]

## Produzione
Il 3 febbraio 2014, Jared Stern è stato assunto per scrivere il sequel, insieme a Michelle Morgan. Il 12 marzo 2014, Deadline ha riferito che il co-regista dell'animazione Chris McKay avrebbe diretto il sequel con Phil Lord e Christopher Miller come produttori. Il 28 luglio 2014, è stato riferito che Chris Pratt voleva tornare per riprendere il ruolo di Emmet. È stato anche riferito che Will Arnett potrebbe tornare per riprendere il ruolo di Batman, ma non aveva deciso.
La produzione del film ha sfruttato l'ultimo aggiornamento di Animal Logic al suo renderizzatore di tracce, Glimpse, per migliorare i dettagli sullo schermo e la profondità di campo. Miller ha dichiarato che dedicherà il film a sua madre, Charlotte "Charie" Miller, nata nel luglio 1949 e morta nel dicembre 2018, due mesi prima dell'uscita del film.
Il budget del film è stato di 99 milioni di dollari.

## Promozione
Il primo trailer del film viene diffuso il 5 giugno 2018.

## Distribuzione
Inizialmente prevista per il 26 maggio 2017 e poi per il 18 maggio 2018, è stata distribuita nelle sale cinematografiche statunitensi a partire dall'8 febbraio 2019, e in quelle italiane dal 21 febbraio.

## Accoglienza

### Incassi
Il film ha incassato 105,9 milioni di dollari in Nordamerica e 93,6 milioni nel resto del mondo, per un totale di 199,6 milioni di dollari. A causa dello scarso successo, la Warner Bros. ha ceduto i diritti del franchise alla Universal Pictures, con l'obiettivo di produrre nuovi film di successo.

### Critica
Sull'aggregatore di recensioni Rotten Tomatoes ha un indice di gradimento dell'84% basato su 302 recensioni, con un voto medio di 7 su 10. Su Metacritic ottiene un punteggio di 65 su 100 basato su 39 recensioni.

## Riconoscimenti
- 2019 - E! People's Choice Awards[22]
  - Candidatura al miglior film per famiglie
  - Candidatura alla miglior star in un film animato a Chris Pratt

## Altri media

### Videogioco
Il 1º marzo 2019 è uscito il videogioco The LEGO Movie 2 Videogame, sviluppato da Traveller's Tales e distribuito dalla Warner Bros. Interactive Entertainment.

## Sequel
Dopo che nel dicembre 2019 i diritti del franchise sono passati alla Universal, l'8 agosto 2022 Dan Lin ha rivelato che un terzo film della serie intitolato The Lego Movie 3 è in fase di sviluppo; Lin ha dichiarato che il team creativo ha reinventato il mondo LEGO per il terzo film, senza fissare una data di uscita. Nel luglio 2023, Aaron e Adam Nee vennero annunciati per dirigere il film.